# Zivert

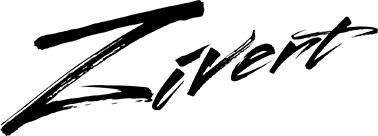
Logotyp artystki

Zivert, właśc. Julija Dmitrijewna Ziwiert (ros. Юлия Дмитриевна Зиверт, ur. 28 listopada 1990 w Moskwie) – rosyjska piosenkarka.
Na scenie muzycznej zadebiutowała w 2017, po podpisaniu pierwszego kontraktu z wytwórnią muzyczną Pierwoje Muzykalnoje (ros. Первое Музыкальное). 1 kwietnia 2017 wydała debiutancki singiel „Czak” (ros. Чак).

## Życiorys
Urodziła się 28 listopada 1990 w Moskwie, jako Julija Dmitrijewna Sytnik (ros. Юлия Дмитриевна Сытник). Po rozwodzie rodziców zmieniła nazwisko na Ziwiert, które jest nazwiskiem panieńskim jej matki, ponieważ uznała je za bardziej dźwięczne i oryginalne. W wywiadach często podkreślała, że muzyczna ścieżka kariery, od zawsze była jej marzeniem, a w dzieciństwie dawała domowe koncerty rodzinie. Po szkole średniej podjęła naukę na uniwersytecie, jednakże zdecydowała się przerwać studiowanie i zostać stewardesą.
W 2017 podpisała kontakt z wytwórnią muzyczną Pierwoje Muzykalnoje. 1 kwietnia wydała swój debiutancki utwór – „Czak”, a 14 czerwca wypuściła do niego teledysk. Kolejnym singlem był utwór „Aniestiezija” (ros. Анестезия), wydany 15 września 2017. Teledysk do utworu, tak jak w przypadku pierwszego singla, ukazał się później, bo 17 stycznia 2018.
6 kwietnia 2018 ukazała się pierwsza EPka (minialbum) w dorobku artystki pt. Sijaj (ros. Сияй). W skład wydawnictwa weszły cztery utwory: „Jeszcze choczu” (ros. Еще хочу), „Zielenyje wołny” (ros. Зеленые волны), „Sijaj” (ros. Сияй) oraz „Okean” (ros. Океан).
12 marca 2019 wydała teledysk do utworu „Life”, który nakręciła w Hongkongu. Utwór stał się najczęściej identyfikowanym singlem roku 2019 w aplikacji Shazam, a także był najczęściej wyszukiwanym w wyszukiwarce Yandex. Zajął również drugie miejsce na liście najczęściej odtwarzanych utworów, opublikowanej przez Apple Music. 27 października 2019 Zivert wydała album pt. Vinyl #1.

## Dyskografia

### Albumy
| Rok  | Album | Najwyższe pozycje na listach | Najwyższe pozycje na listach | Najwyższe pozycje na listach |
| Rok  | Album | EST                          | LTU                          | LAT                          |
| ---- | --- | ---------------------------- | ---------------------------- | ---------------------------- |
| 2019 | Vinyl #1 - Wydany: 27 września 2019 - Wytwórnia: Pierwoje Muzykalnoje - Format: digital download, media strumieniowe    | 30                           | 12                           | 9                            |
| 2021 | Vinyl #2 - Wydany: 8 października 2021 - Wytwórnia: Pierwoje Muzykalnoje - Format: digital download, media strumieniowe | X                            | 20                           | X                            |

### EP
| Rok  | Album | Najwyższa pozycja na liście |
| Rok  | Album | RUS                         |
| ---- | --- | --------------------------- |
| 2018 | Sijaj - Wydany: 6 kwietnia 2018 - Wytwórnia: Pierwoje Muzykalnoje - Format: digital download, media strumieniowe | 3                           |

### Single

#### Jako główna artystka
| Rok                                                      | Tytuł                                 | Najwyższe pozycje na listach | Najwyższe pozycje na listach | Najwyższe pozycje na listach | Najwyższe pozycje na listach | Najwyższe pozycje na listach | Najwyższe pozycje na listach | Najwyższe pozycje na listach | Najwyższe pozycje na listach | Najwyższe pozycje na listach | Album             |
| Rok                                                      | Tytuł                                 | RUS                          | BLR                          | BUL                          | LTU                          | LAT                          | MDA                          | UKR                          | UKR                          | WNP                          | Album             |
| Rok                                                      | Tytuł                                 | Radio                        | BLR                          | BUL                          | LTU                          | LAT                          | MDA                          | AirPlay                      | Radio                        | Radio                        | Album             |
| -------------------------------------------------------- | ------------------------------------- | ---------------------------- | ---------------------------- | ---------------------------- | ---------------------------- | ---------------------------- | ---------------------------- | ---------------------------- | ---------------------------- | ---------------------------- | ----------------- |
| 2017                                                     | „Anestezi’ja”                         | –                            | –                            | –                            | –                            | –                            | –                            | –                            | –                            | –                            | –                 |
| 2017                                                     | „Czak”                                | –                            | –                            | –                            | –                            | –                            | –                            | –                            | 995                          | 331                          | –                 |
| 2018                                                     | „Zelon’je wolny”                      | 12                           | –                            | –                            | –                            | –                            | –                            | –                            | –                            | 22                           | –                 |
| 2018                                                     | „Life”                                | 19                           | –                            | 2                            | –                            | 45                           | –                            | –                            | 24                           | 19                           | Vinyl #1          |
| 2018                                                     | „Możno wso”                           | –                            | –                            | –                            | –                            | –                            | –                            | –                            | –                            | –                            | –                 |
| 2019                                                     | „Szarik”                              | –                            | –                            | –                            | –                            | –                            | –                            | –                            | –                            | –                            | Vinyl #1          |
| 2019                                                     | „Parusa” (oraz Mot)                   | 43                           | –                            | –                            | –                            | –                            | –                            | –                            | 670                          | 40                           | –                 |
| 2019                                                     | „Crazy”                               | –                            | –                            | –                            | –                            | –                            | –                            | –                            | –                            | –                            | –                 |
| 2019                                                     | „Beverly Hills”                       | 26                           | –                            | 2                            | –                            | 89                           | –                            | –                            | 9                            | 29                           | Vinyl #1          |
| 2020                                                     | „JATL”                                | 1                            | 14                           | 2                            | –                            | –                            | 44                           | –                            | 19                           | –                            | Vinyl #2          |
| 2020                                                     | „Fly 2” (oraz Niletto)                | 33                           | 23                           | –                            | –                            | 14                           | –                            | –                            | 69                           | –                            | –                 |
| 2020                                                     | „Nebolej” (oraz Basta)                | –                            | –                            | –                            | –                            | –                            | –                            | 10                           | 12                           | –                            | –                 |
| 2020                                                     | „Mnogotochi’ja”                       | 1                            | 17                           | 4                            | –                            | 19                           | –                            | –                            | 42                           | –                            | Vinyl #2          |
| 2021                                                     | „Bestseller” (oraz Maks Barskich)     | 1                            | 47                           | 4                            | 98                           | –                            | –                            | 16                           | 17                           | 5                            | –                 |
| 2021                                                     | „Rokki”                               | 24                           | –                            | –                            | –                            | –                            | –                            | –                            | –                            | –                            | Vinyl #2          |
| 2021                                                     | „Del Mar”                             | 70                           | –                            | –                            | –                            | –                            | –                            | –                            | 20                           | –                            | Vinyl #2          |
| 2021                                                     | „Tebe”                                | –                            | –                            | –                            | –                            | –                            | –                            | –                            | –                            | –                            | Vinyl #2          |
| 2021                                                     | „Eto byla l’jubow'” (oraz Dima Biłan) | 20                           | –                            | –                            | –                            | –                            | –                            | –                            | 840                          | 24                           | 13 druze’j Bilana |
| 2021                                                     | „Cry”                                 | 19                           | –                            | –                            | –                            | –                            | –                            | –                            | –                            | 29                           | Vinyl #2          |
| 2022                                                     | „Astalavistalove”                     | –                            | –                            | –                            | –                            | –                            | –                            | –                            | –                            | –                            | –                 |
| 2022                                                     | „Wydyhaj” (oraz Tri dnia dożda)       | –                            | –                            | –                            | –                            | –                            | –                            | –                            | –                            | –                            | Bajpolar          |
| 2022                                                     | „Posle men’ja” (oraz Lyriq)           | –                            | –                            | –                            | –                            | –                            | –                            | –                            | –                            | –                            | –                 |
| 2022                                                     | „Wake Up!”                            | 5                            | 47                           | –                            | –                            | 7                            | –                            | –                            | –                            | 12                           | –                 |
| 2022                                                     | „Smek i grek”                         | –                            | –                            | –                            | –                            | 16                           | –                            | –                            | –                            | –                            | –                 |
| 2022                                                     | „Wso reszeno”                         | –                            | –                            | –                            | –                            | –                            | –                            | –                            | –                            | –                            | –                 |
| 2023                                                     | „Zalipatel’no” (oraz Pizza)           | –                            | –                            | –                            | –                            | –                            | –                            | –                            | –                            | –                            | –                 |
| „–” oznacza, że singel nie był notowany na danej liście. |                                       |                              |                              |                              |                              |                              |                              |                              |                              |                              |                   |

### Inne notowane utwory
| Rok                                                      | Tytuł                              | Najwyższe pozycje na listach | Najwyższe pozycje na listach | Najwyższe pozycje na listach | Album                   |
| Rok                                                      | Tytuł                              | RUS                          | UKR                          | WNP                          | Album                   |
| Rok                                                      | Tytuł                              | Radio                        | Radio                        | Radio                        | Album                   |
| -------------------------------------------------------- | ---------------------------------- | ---------------------------- | ---------------------------- | ---------------------------- | ----------------------- |
| 2017                                                     | „Esz’jo hoszu”                     | –                            | –                            | 203                          | Sijaj                   |
| 2018                                                     | „Life” (Lavrushkin & Mephisto Rmx) | 35                           | –                            | 33                           | Life (Remix Collection) |
| 2019                                                     | „Credo”                            | 1                            | 9                            | –                            | Vinyl #1                |
| 2021                                                     | „Tri dn’ja l’jubwi”                | –                            | –                            | –                            | Vinyl #2                |
| 2021                                                     | „Forever Young” (oraz Lyriq)       | –                            | –                            | –                            | Vinyl #2                |
| „–” oznacza, że singel nie był notowany na danej liście. |                                    |                              |                              |                              |                         |

## Nagrody i wyróżnienia
| Rok  | Nagroda                               | Nominacja       | Kategoria                | Rezultat  |
| ---- | ------------------------------------- | --------------- | ------------------------ | --------- |
| 2019 | Nagrody Muz-TV                        | Zivert          | Najlepszy album          | Nominacja |
| 2019 | Nagrody Muz-TV                        | Zivert          | Przełom roku             | Nagroda   |
| 2019 | Nagrody RU.TV                         | Zivert          | Mocny start              | Nagroda   |
| 2019 | Nagrody RU.TV                         | Zivert          | Wybór Cosmopolitanu      | Nagroda   |
| 2019 | Rosyjskie Nagrody Muzyczne „Victoria” | „Life”          | Najlepszy artysta pop    | Nagroda   |
| 2019 | Rosyjskie Nagrody Muzyczne „Victoria” | Zivert          | Odkrycie roku            | Nagroda   |
| 2019 | Rosyjskie Nagrody Muzyczne „Victoria” | „Life”          | Utwór roku               | Nagroda   |
| 2019 | Rosyjskie Nagrody Muzyczne „Victoria” | „Beverly Hills” | Taneczny przebój roku    | Nominacja |
| 2020 | Nagrody Nowoje Radio 2020             | Zivert          | Najlepsza artystka       | Nagroda   |
| 2020 | Nagrody Nowoje Radio 2020             | Zivert          | Przełom roku             | Nagroda   |
| 2020 | Nagrody Nowoje Radio 2020             | „Life”          | Singiel roku             | Nagroda   |
| 2020 | Złoty Gramofon                        | „Credo”         | –                        | Nagroda   |
| 2021 | Top Hit Music Awards                  | Zivert          | Najlepszy artysta solowy | Nagroda   |